# Bruce Wayne: Fuggitivo
Bruce Wayne: Assassino? (Bruce Wayne: Murderer?) e Bruce Wayne: Fuggitivo (Bruce Wayne: Fugitive) sono due miniserie a fumetti pubblicate nel 2002 da DC Comics.
Le due storyline fanno parte dello stesso arco narrativo, nel quale Vesper Fairchild viene trovata morta, e dell'omicidio viene accusato proprio Bruce Wayne.
Il primo albo della serie Assassino? è stato venduto negli Stati Uniti al prezzo simbolico di 10 cents (si intitolava appunto The 10-Cent Adventure): la tiratura è stata di 670 000 copie, cioè più di quattro volte il secondo fumetto più venduto di quel mese, gennaio 2002.

## Trama

### Bruce Wayne: Assassino?
Al termine di una notte di ronda per Gotham, Batman/Bruce Wayne e la sua assistente/guardia del corpo Sasha Bordeaux trovano, dentro Wayne Manor, il cadavere di Vesper Fairchild. La polizia arriva subito dopo, e dell'omicidio viene accusato Wayne, in quanto la donna era una sua ex fiamma, e anche Sasha, come sua complice.
Subito Alfred, Barbara/Oracolo, Dick/Nightwing, Tim/Robin, Cassandra/Batgirl, Dinah/Black Canary e Stephanie/Spoiler si mettono all'opera per scagionare Bruce, ma sia questi che Sasha si chiudono in loro stessi. Quando il gruppo scopre che la pistola che ha ucciso Vesper era stata acquistata proprio da lui, e che dal computer della donna erano stati cancellati dei file che indicavano Bruce come Batman, alcuni iniziano a sospettare che un delitto così misterioso potrebbe anche essere stato orchestrato proprio da Bruce.
Durante un trasferimento da Blackgate, Bruce evade, e nella batcaverna ricompare un Batman più oscuro, che afferma che Wayne è scappato definitivamente; non tornerà più, cosicché finalmente possa svolgere il lavoro di vigilante senza quella sua frivola "maschera".

### Bruce Wayne: Fuggitivo
Proseguono le indagini di Oracolo, che scopre che i file di Vesper erano stati alterati per far credere che fosse vicino all'identità di Batman, e quelle di Alfed e Dick, che si accorgono dell'ingresso di un intruso nella caverna.
Nel frattempo Batman viene chiamato da Leslie Thompkins: il detective Sloane, colui che per primo si era occupato della morte dei genitori di Bruce, sta per morire, e vorrebbe parlare con l'Uomo Pipistrello: recatosi da lui, l'anziano poliziotto gli chiede di occuparsi di un vecchio caso, che lo tormenta e che non ha mai risolto: l'omicidio dei coniugi Wayne. Questo lo fa riflettere, e decide di riabilitare il nome di quel ragazzino che anche se traumatizzato dalla morte dei genitori, non è diventato un assassino.
Tornato in contatto con il resto del gruppo, Batman scopre una connessione con l'agenzia segreta Checkmate, e risale all'ordine di incastrare un personaggio pubblico come Wayne da parte del Presidente Luthor in persona, e quando riflette chi poteva occuparsi della faccenda, un killer efficace e che conoscesse l'identità di Batman, e che forse nutrisse rancore per lui, Bruce comprende che questi è David Cain, che alla fine si consegna alle autorità, ed in seguito viene salvato dallo stesso Batman quando Deadshot viene ingaggiato per ucciderlo ed impedirgli di rivelare il mandante del suo incarico.
Riabilitato Wayne però, Sasha non viene ancora scagionata, e nel frattempo la Checkmate la arruola, inscenando la sua morte. Batman lo scopre, e perseguita l'agenzia finché non organizza un incontro con Sasha; Bruce le rivela di averla amata, e di aver sbagliato a voler mantenere una distanza da lei, e che ora vorrebbe che ritornasse; la donna però si allontana, chiedendogli di non cercarla.

## Edizione italiana
In Italia la serie è stata pubblicata per la prima volta nel 2003 dalla Play Press e successivamente ristampata nel 2009 dal numero 21 al 23 della collana Batman: La leggenda della Planeta DeAgostini.